# Onanismo

Homem se masturbando

Onanismo é um termo referindo-se a um ato de estimulação manual de um pênis por um parceiro sexual, seja do sexo feminino ou masculino, em geral, até atingir o orgasmo e a ejaculação. A estimulação manual de uma mulher, da vagina, clítoris ou vulva é popularmente chamado de siririca, enquanto a estimulação manual feita por parceiros ao mesmo tempo é chamada de masturbação mútua. O termo genérico punheta refere-se à prática de masturbação que pode ser realizada individualmente.

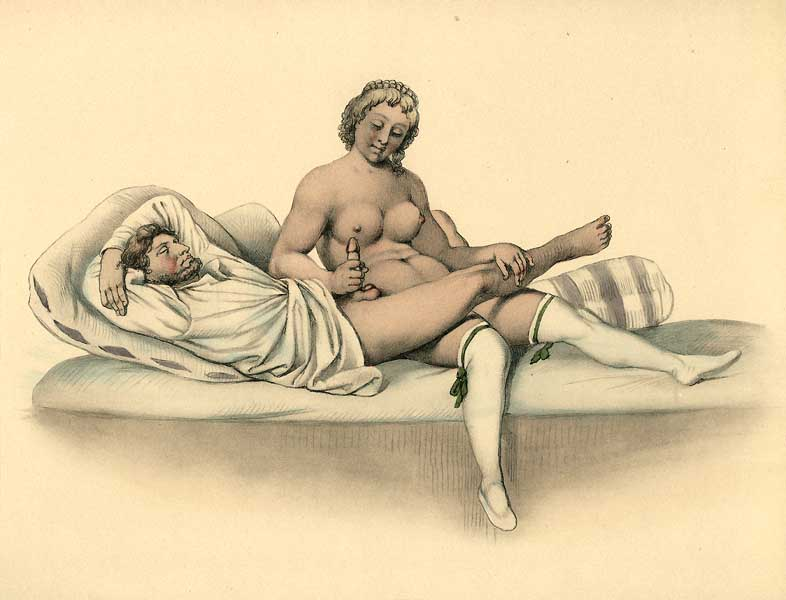
Gravura de autor desconhecido mostrando uma seção de massagem erótica

## Prevalência em casas de massagem
O ato de um massagista masturbar um cliente, seja como parte da própria massagem ou diretamente depois dele, é conhecido como "relaxamento manual" ou "final feliz". De acordo com um estudo de AJ Velarde de 1975, em uma cidade não revelada na costa oeste dos EUA, a prestação de uma punheta, em que uma mulher masturbava o cliente, era um dos serviços fornecidos por massagistas. A subsequente publicidade na imprensa a esta prática levou à recomendação de que se impusessem às massagistas requisitos de licenciamento semelhantes aos impostos a prostitutas. Este licenciamento causou um aumento das expectativas dos clientes de salões de massagens, para quem deveria estar disponível algo mais do que um punheta, a saber: a relação sexual. Porque se considerava que as massagistas não tinham nada a perder ao agirem como prostitutas, e porque o município, de qualquer maneira, tratou como prostitutas massagistas muitas vezes cumpridoras, atraiu-se assim mais prostituição à cidade.